# U-642
| U-642 | U-642 | U-642 |
| --- | --- | --- |
| U 642 | | |
| | | |
| Зображення підводного човна підтипу VIIC                                                                     | | |
| Верф | Blohm + Voss, Гамбург                                                                                              | Blohm + Voss, Гамбург                                                                                              |
| Під прапором                                                                                                 | Третій Рейх | Третій Рейх |
| Належність                                                                                                   | Крігсмаріне | Крігсмаріне |
| Порт приписки                                                                                                | Кіль, Сен-Назер, Ла-Спеція, Тулон                                                                                  | Кіль, Сен-Назер, Ла-Спеція, Тулон                                                                                  |
| Замовлення                                                                                                   | 20 січня 1941 | 20 січня 1941 |
| Закладений                                                                                                   | 19 листопада 1941                                                                                                  | 19 листопада 1941                                                                                                  |
| Спуск на воду                                                                                                | 6 серпня 1942 | 6 серпня 1942 |
| Введений до складу флоту                                                                                     | 1 жовтня 1942 | 1 жовтня 1942 |
| На службі | 1942—1944 | 1942—1944 |
| Загибель | 5 липня 1944 року затоплений американськими літаками на ВМБ Тулон                                                  | 5 липня 1944 року затоплений американськими літаками на ВМБ Тулон                                                  |
| Сучасний статус                                                                                              | розібраний на брухт                                                                                                | розібраний на брухт                                                                                                |
| Бойовий досвід                                                                                               | Друга світова війна Битва за Атлантику Битва на Середземному морі * Кампанія U-Boot на Середземному морі           | Друга світова війна Битва за Атлантику Битва на Середземному морі * Кампанія U-Boot на Середземному морі           |
| Проєкт | | |
| Тип ПЧ | середній торпедний ДПЧ                                                                                             | середній торпедний ДПЧ                                                                                             |
| Вартість | 4 714 000 ℛℳ | 4 714 000 ℛℳ |
| Основні характеристики                                                                                       | | |
| Швидкість (надводна)                                                                                         | 17,9 вузла | 17,9 вузла |
| Швидкість (підводна)                                                                                         | 8 вузлів | 8 вузлів |
| Робоча глибина занурення                                                                                     | 100 м | 100 м |
| Гранична глибина занурення                                                                                   | 220 м | 220 м |
| Автономність плавання                                                                                        | 135—174 км на швидкості 4 вузли (в підводному положенні) 11 470 км на швидкості 10 вузлів (у надводному положенні) | 135—174 км на швидкості 4 вузли (в підводному положенні) 11 470 км на швидкості 10 вузлів (у надводному положенні) |
| Екіпаж | 44—60 осіб | 44—60 осіб |
| Розміри | | |
| Довжина найбільша (по КВЛ)                                                                                   | 67,1 м | 67,1 м |
| Ширина корпусу найб.                                                                                         | 6,2 м | 6,2 м |
| Висота | 9,6 м | 9,6 м |
| Середня осадка (по КВЛ)                                                                                      | 4,74 м | 4,74 м |
| Водотоннажність надводна                                                                                     | 769 т | 769 т |
| Силова установка                                                                                             | | |
| дизель-електрична; 2 дизельних двигуни MAN M 6 V 40/46, 2 електродвигуни Siemens-Schuckert-Werke GU 343/38-8 | | |
| Гвинти | 2 | 2 |
| Потужність                                                                                                   | 2800—3200 к.с. (дизелі) 750 к.с. (електродвигуни)                                                                  | 2800—3200 к.с. (дизелі) 750 к.с. (електродвигуни)                                                                  |
| Озброєння | | |
| Артилерія | 1 × 88-мм палубна гармата SK C/35                                                                                  | 1 × 88-мм палубна гармата SK C/35                                                                                  |
| Торпедно- мінне озброєння                                                                                    | 4 носових і один кормовий ТА 14 торпед або 26 мін TMA                                                              | 4 носових і один кормовий ТА 14 торпед або 26 мін TMA                                                              |
| ППО | 1 × 37-мм зенітна гармата Flak M42 2 × 20-мм зенітні гармати FlaK 30                                               | 1 × 37-мм зенітна гармата Flak M42 2 × 20-мм зенітні гармати FlaK 30                                               |

U-642 — німецький середній підводний човен типу VIIC, що входив до складу Військово-морських сил Третього Рейху за часів Другої світової війни. Закладений 19 листопада 1941 року на верфі № 618 Blohm + Voss у Гамбурзі. Спущений на воду 6 серпня 1942 року. 1 жовтня 1942 року корабель увійшов до складу 5-ї навчальної флотилії ПЧ ВМС нацистської Німеччини. Єдиним командиром човна був капітан-лейтенант Герберт Брюннінг.

## Історія
U-642 належав до німецьких підводних човнів типу VIIC, найчисельнішого типу субмарин Третього Рейху, яких випущено 703 одиниці. Службу розпочав у складі 5-ї навчальної флотилії ПЧ. 1 березня 1943 року продовжив службу у складі 6-ї флотилії ПЧ, а 1 грудня 1943 року перевели до 29-ї флотилії ПЧ, що діяла у Середземному морі.
З лютого 1943 до січня 1944 року U-642 здійснив 4 бойових походи в Атлантичний океан та в Середземне море, в яких провів 185 днів. За цей час човен потопив 1 судно (2125 тонн).
5 липня 1944 року затоплений американськими літаками 15-ї повітряної армії під час нальоту на ВМБ Тулон. 12 квітня 1945 року човен піднятий та у 1946 році розібраний на брухт.

## Перелік уражених U-642 суден у бойових походах
| №                                                       | Дата           | Командир ПЧ             | Назва    | Тип                | Належність      | Водотоннажність (брт) | Вантаж            | Конвой        | Результат та координати                                               | Наслідки атаки для екіпажу | Прим. |
| ------------------------------------------------------- | -------------- | ----------------------- | -------- | ------------------ | --------------- | --------------------- | ----------------- | ------------- | --------------------------------------------------------------------- | -------------------------- | ----- |
| Перший похід (20.02—08.04.1943, 48 діб; Кіль—Сен-Назер) |                |                         |          |                    |                 |                       |                   |               |                                                                       |                            |       |
| 1                                                       | 8 березня 1943 | Kptlt. Герберт Брюннінг | Leadgate | суховантажне судно | Велика Британія | 2 125                 | 2700 тонн борошна | Конвой SC 121 | потоплено 57°39′ пн. ш. 27°36′ зх. д. / 57.650° пн. ш. 27.600° зх. д. | 30 (усі загинули)          |       |